# Majków-Kolonia
Majków-Kolonia – północna część miasta Kalisza, dawniej wieś włączona w granice administracyjne Kalisza 2 lipca 1976 z gminy Dobrzec.